# Alfred Goldsborough Mayer
Alfred Goldsborough Mayer (o Mayor a partire dal 1918) (Frederick, 16 aprile 1868 – Loggerhead Key, 24 giugno 1922) è stato uno zoologo ed entomologo statunitense.

## Biografia
Alfred G. Mayer era figlio del fisico Alfred Marshall Mayer e di Katherine Duckett Goldsborough, che vivevano a Frederick, nel Maryland.  Lasciò la scuola all'età di 16 anni per lavorare in un negozio di meccanica. Sotto la pressione del padre, si iscrisse al Stevens Institute of Technology.  Seguì in seguito corsi di fisica in vari atenei, prima di arrivare all'università di Harvard prima del 1892, dove divenne prima dottore in ingegneria per poi iniziare una tesi in fisica. L'incontro con il direttore del Museo di zoologia comparativa di Harvard, Alexander Agassiz, lo spinse verso la biologia. Assistette Agassiz nel suo lavoro sulle meduse come curatore del museo. All'età di 24 anni si imbarcò per la prima volta in una missione su una nave che lo portò, fra gli anni 1892 e 1900, in Australia, nelle isole del Pacifico meridionale, sulla costa atlantica occidentale e nell'arcipelago delle Dry Tortugas, dove fondò in seguito un laboratorio ricerche marine (il Marine Laboratory Tortugas) su Loggerhead Key nel 1904 grazie all'aiuto della Carnegie Institution di Washington. Dal 1900 al 1904 fu curatore di Storia Naturale al Brooklyn Museum.
Ha pubblicato nel 1910 un'opera monumentale: Meduse del mondo (Medusae of the World), una pietra miliare dello studio dei cnidari. Due anni dopo, Medusae of the World fu seguito da un altrettanto importante lavoro sui ctenofori. Poi Mayer si dedicò allo studio dell'ecologia delle barriere coralline nelle Dry Tortugas e nel Pacifico meridionale, pubblicando numerosi lavori pionieristici sull'argomento. 
Nel 1918, Mayer cambiò il suo cognome in Mayor, con una consonanza più anglosassone, dato che i tedeschi non erano ben visti in quegli anni negli Stati Uniti. Indebolito dalla tubercolosi, Alfred G. Mayor morì il 24 giugno 1922 a Loggerhead Key, lasciando la moglie Harriett Hyatt (che aveva sposato nel 1900) e quattro figli.

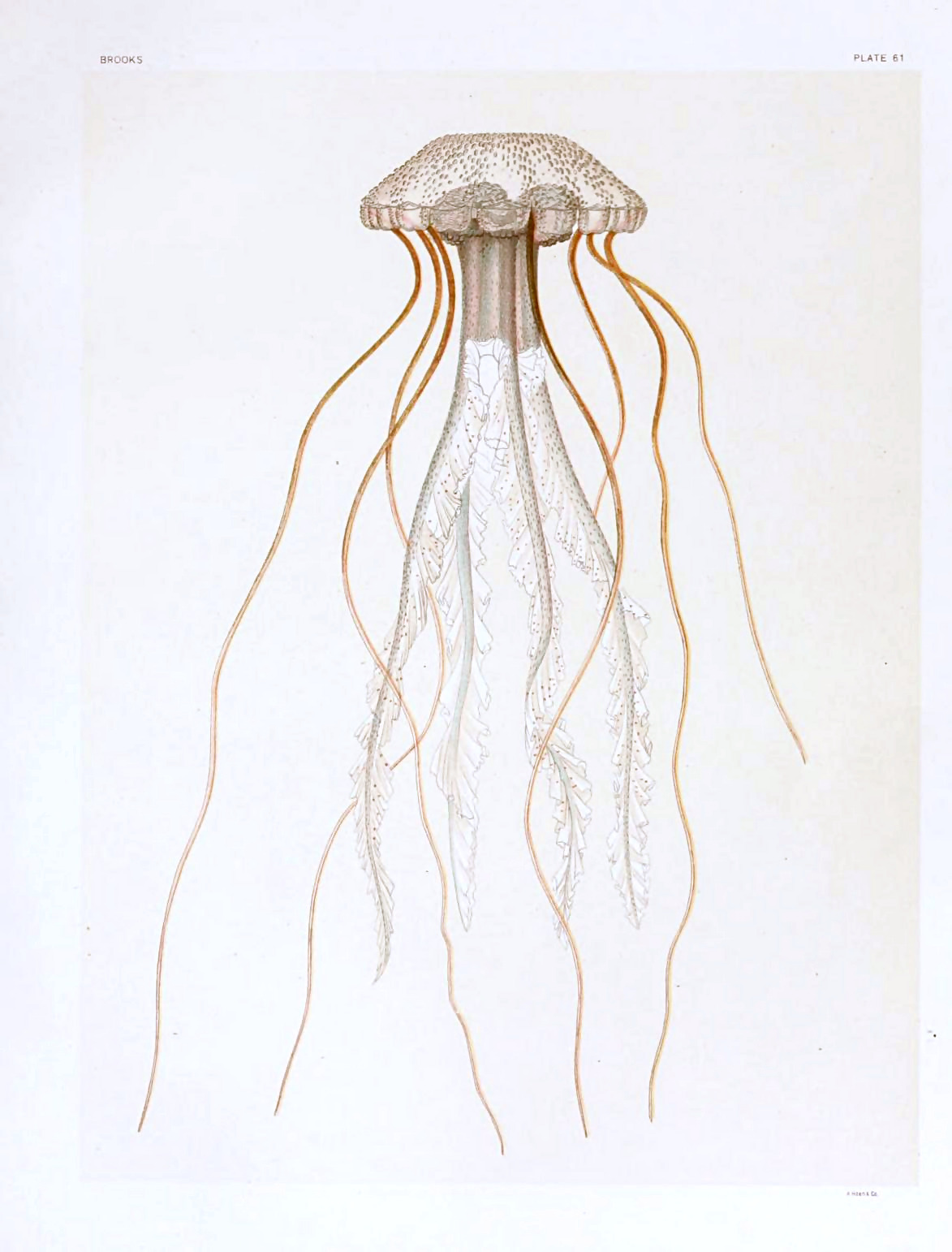
Pelagia noctiluca da Medusae of the World

## Pubblicazioni
- On the color and color-patterns of moths and butterflies. Cambridge 1894–97.
- The development of the wing scales and their pigment in butterflies and moths. Cambridge 1896.
- Descriptions of new and little-known Medusae from the Western Atlantic. Cambridge 1900.
- Some medusae from the Tortugas, Florida. Cambridge 1900.
- The variations of a newly-arisen species of Medusa. Macmillan, New York 1901.
- Effects of natural selection and race-tendency upon the color-patterns of Lepidoptera. Macmillan, New York 1902.
- Medusae. Cambridge 1902.
- Some species of Partula from Tahiti. Cambridge 1902.
- The Atlantic palolo. Macmillan, New York 1902.
- Medusæ of the Bahamas. Eagle, New York 1904.
- Sea-shore life. New York, 1905.
- Rhythmical pulsation in Scyphomedusæ. Washington 1906.
- Medusae of the world. Washington 1910.
- Ctenophores of the Atlantic coast of North America. Washington 1912.
- Medusæ of the Philippines and of Torres straits. Washington 1915.
- A history of Tahiti. New York 1916.
- Nerve-conduction in Cassiopea xamachana. Washington 1917.
- Report upon the Scyphomedusae collected by the United States Bureau of Fisheries steamer "Albatross" in the Philippine islands and Malay archipelago. Washington 1917.
- Ecology of the Murray Island coral reef. Washington 1918.
- Navigation. Lippincott, Philadelphia, London 1918.
- Nerve-conduction in diluted and in concentrated sea-water. Washington 1918.
- Toxic effects due to high temperature. Washington 1918.
- Hydrogen-ion concentration and electrical conductivity of the surface water of the Atlantic and Pacific. Washington 1922.
- The tracking instinct in a Tortugas ant. Washington 1922.

## Taxa portanti il suo nome
- Ectopleura mayeri Petersen, 1990
- Rissoina mayori Dall, 1925
- Eutiara mayeri Bigelow, 1918
- Melicertissa mayeri Kramp, 1959
- Lobonema mayeri Light, 1914
- Coeloseris mayeri Vaughan, 1918
- Porites mayeri Vaughan, 1918
- Gadila mayori Henderson, 1920